# Chloroclystis hypopyrrha
Chloroclystis hypopyrrha är en fjärilsart som beskrevs av West 1924. Chloroclystis hypopyrrha ingår i släktet Chloroclystis och familjen mätare. Inga underarter finns listade i Catalogue of Life.